# Jefferson (Geórgia)
Jefferson é uma cidade localizada no estado americano de Geórgia, no Condado de Jackson.

## Demografia
Segundo o censo americano de 2000, a sua população era de 3825 habitantes.
Em 2006, foi estimada uma população de 6456, um aumento de 2631 (68.8%).

## Geografia
De acordo com o United States Census Bureau tem uma área de 49,1 km², dos quais 49,1 km² cobertos por terra e 0,0 km² cobertos por água. Jefferson localiza-se a aproximadamente 232 m acima do nível do mar.

## Localidades na vizinhança
O diagrama seguinte representa as localidades num raio de 16 km ao redor de Jefferson.